# Pütz (Familienname)
Pütz oder Puetz ist ein deutscher Familienname.

## Herkunft und Bedeutung
Der Name Pütz geht auf die lateinische Bezeichnung puteus für eine Quelle oder einen Brunnen zurück.

## Verbreitung
Der Name stammt aus dem Rheinland.

## Varianten
- Pötz[1]

## Namensträger
- Albert Pütz (Schriftsteller) (1932–2008), Jurist und Schriftsteller
- Albert Pütz (Maler) (1886–1961), Maler der Düsseldorfer Schule
- Antonia Pütz (* 1987), deutsche Handballspielerin
- Christopher Pütz (* 1996), deutscher Pokerspieler
- Claudia Puetz (* 1958), deutsche Schriftstellerin
- Colin Pütz (* 2007), deutscher Nachwuchspianist und -schauspieler
- Eduard Pütz (1911–2000), deutscher Komponist und Musikpädagoge
- Everilda von Pütz (1843–1926), deutsche Schriftstellerin
- Franz Pütz (1894–1945), deutscher Arzt und Publizist
- Friedrich Pütz (* 1950), deutscher Komponist
- Garry Puetz (* 1952), US-amerikanischer American-Football-Spieler
- Gertrud Pütz-Neuhauser (1923–1999), österreichische Nationalökonomin und Hochschullehrerin
- Günther Pütz (* 1924; † nicht ermittelt), deutscher Ingenieur
- Harald Puetz (* 1950), deutscher Maler und Objektkünstler
- Heinz Pütz (* um 1930), Schweizer Sportreporter und Moderator
- Hermann Pütz (1878–1928), deutscher Politiker (Zentrum) und Landrat
- Jean Pütz (* 1936), deutsch-luxemburgischer Wissenschaftsjournalist und Fernsehmoderator
- Johann Pütz (1851–1945), deutscher Geistlicher und Politiker, MdR
- Johannes Pütz (1926–1971), deutscher Orchesterleiter, Dirigent und Komponist
- Joseph Pütz (1903–1982), deutscher Rechtsanwalt und Politiker (CDU)
- Jürgen Pütz (* 1957), deutscher Germanist
- Karl Pütz (1911–1945), deutscher Jurist, Polizist und SS-Obersturmbannführer
- Karl Winand Pütz (1808–??), deutscher Pfarrer, Gutsbesitzer, Landwirt, Brauer und Politiker
- Karl-Heinz Pütz (1954–2013), deutscher Musikverleger
- Klemens Pütz (* 1960), deutscher Biologe
- Leander Pütz (* 2007), deutscher Kinderdarsteller
- Manfred Pütz (1938–2025), deutscher Amerikanist und Hochschullehrer
- Marco Pütz (* 1958), luxemburgischer Saxophonist und Komponist
- Nelly Pütz (1939–1959), deutsche Kindergärtnerin
- Peter Pütz (1935–2003), deutscher Literaturwissenschaftler
- Philip Pütz (* 1980), deutscher Basketballspieler
- Pol Pütz (* 1947), luxemburgischer Autor
- René Pütz (Schauspieler) (1940–2002), luxemburgischer Schauspieler
- René Pütz (Musiker) (* 1976), deutscher Musiker
- Robert Pütz (Verwaltungsjurist) (1895–1981), deutscher Jurist, Oberstadtdirektor von Düren
- Robert Pütz (Geograph) (* 1964), deutscher Geograph und Hochschullehrer
- Ruth-Margret Pütz (1930–2019), deutsche Sängerin (Sopran)
- Severin Fritz Pütz (1909–1988), deutscher Gewerkschafter und Politiker (SPD)
- Stephan Pütz (* 1987), deutscher Mixed-Martial-Arts-Kämpfer
- Theodor Pütz (1905–1994), deutsch-österreichischer Nationalökonom
- Thomas Pütz (* 1966), deutscher Boxfunktionär
- Tim Pütz (* 1987), deutscher Tennisspieler
- Wilhelm Pütz (Pädagoge) (1806–1877), deutscher Pädagoge, Historiker und Mäzen
- Wilhelm Pütz (Zeichner) (1850–1904), deutscher Techniker und Zeichner
- Wilhelm Pütz (Künstler) (1875–1957), deutscher Mosaikkünstler und Glasmaler
- Wolfgang Pütz (* 1940), deutscher Verleger